# Argasidae
Argasidae é uma família de carrapatos conhecidos por carraças moles. Os membros desta família não apresentam o scutum (escudo) endurecido comum nas espécies de carraças da família Ixodidae. O capitulum (estrutura bucal) está localizado na face inferior do corpo do animal, não sendo facilmente visível. A família compreende 193 espécies, não sendo segura a sua distribuição por géneros. Os géneros correntemente aceites são Antricola, Argas, Nothaspis, Ornithodoros e Otobius.